# Trolejbusová doprava v Kerči

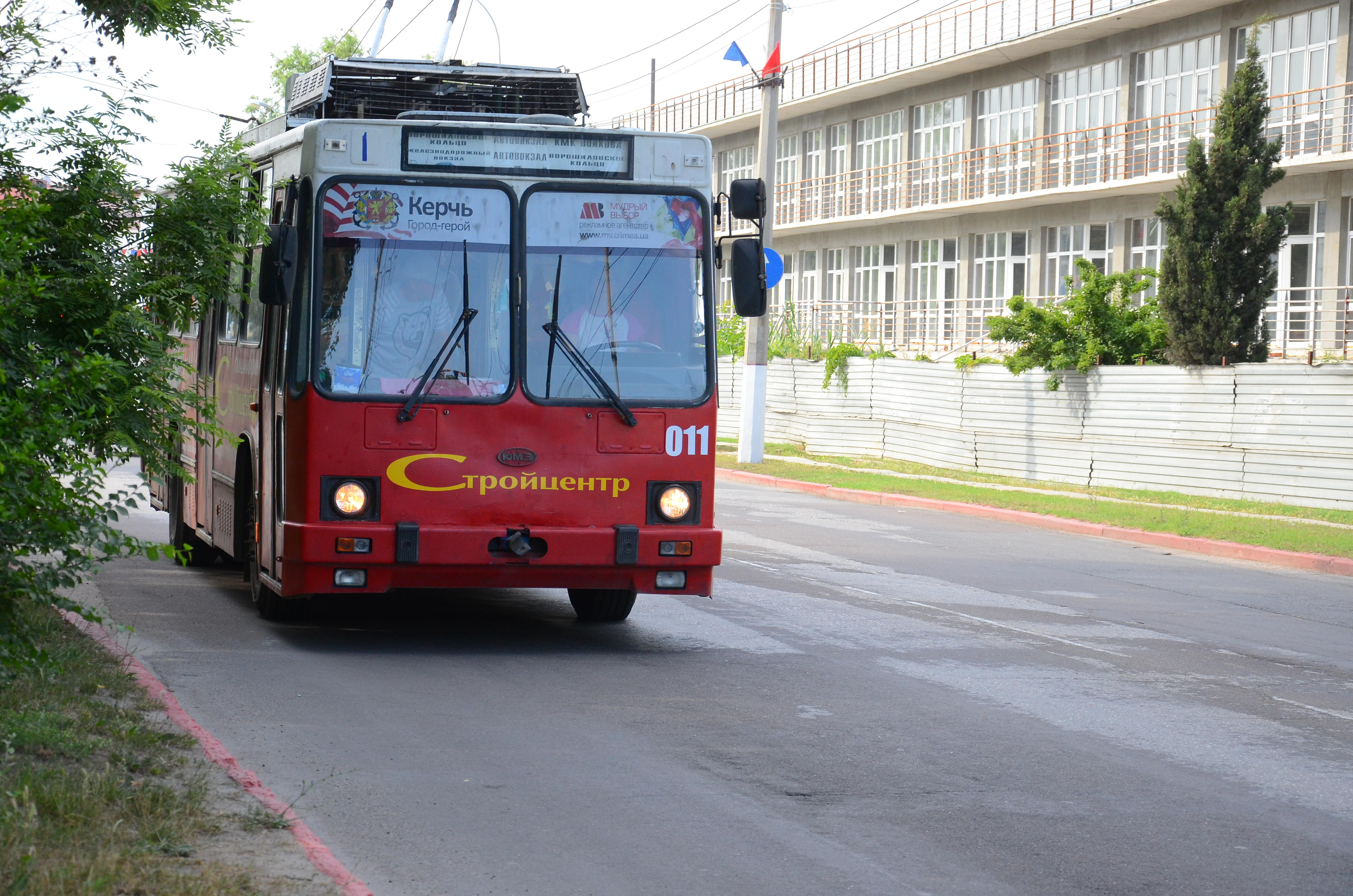
Trolejbus v Kerči

V krymském městě Kerč je od roku 2004 v provozu malá síť trolejbusové dopravy.

## Plány ze 70. – 90. let 20. století
Plány na zřízení trolejbusové sítě pro město Kerč, které byly zpracovány již v roce 1977, předpokládaly výstavbu tří trolejbusových tratí v celkové délce 35,8 km. Měla spojovat tři základní prostory města – centrum, sídliště strojírenského závodu a sídliště v jižní části města. Cena celého projektu byla 4,9 miliónu rublů, parcela pro vybudování trolejbusové vozovny se zázemím pro 50 vozidel byla vyčleněna na periferii centralizované části města. Práce na výstavbě začaly v roce 1978. Dokončení první etapy trolejbusové tratě mělo proběhnout k výročí říjnové revoluce v roce 1980. Kvůli vážným sociálním problémům města, jako například okamžitá generální oprava čistíren a výstavba druhého přivaděče vody do města, byla stavba trolejbusové sítě pozastavena.
V průběhu let 1982 až 1986 existovaly pokusy o obnovení započatých prací, které ale byly pouze teoretické.
O projektu trolejbusové vozovny a celé sítě se začala zajímat Rada ministrů USSR na začátku devadesátých let. V květnu roku 1991 byla stavebními podniky dokončena stavba vozovny a rozvodny. Ředitel dopravního podniku ujistil obyvatele Kerče, že trolejbusy vyjedou do ulic v roce 1994. V průběhu let 1992 a 1993 bylo na objekty vydáno kolem 1,5 miliónu rublů. Ale nestabilní financování z rozpočtu republiky Krym a prázdná městská pokladna způsobily, že práce na trolejbusové síti byly pozastaveny a ke konci roku úplně zrušeny.

## Počátek 21. století a zahájení dopravy
V září roku 2003, během konfliktu okolo ostrova Tuzla, navštívil město ukrajinský prezident Leonid Kučma. Ten vyřešil ostré sociální problémy města, včetně finálního ukončení výstavby trolejbusového depa. V únoru 2004 byly uvolněny finance ve výši 17,5 miliónu hřiven pro výstavbu sítě a 5,5 miliónu pro zakoupení vozového parku. Od května do září téhož roku probíhaly na celé síti práce. První městská trať má délku 6,6 km a je vedena od ulice Vorošilovského na Gagarinskou. Dněpropetrovský závod Pivdenmaš dodal 10 nových trolejbusů JuMZ-T2, kterým byla přiřazena evidenční čísla 001 – 010. Dne 18. září 2004 byla přes všechny komplikace celá trať slavnostně otevřena.